# Ippa morosa
Ippa morosa är en fjärilsart som beskrevs av László Anthony Gozmány. Ippa morosa ingår i släktet Ippa och familjen äkta malar. Inga underarter finns listade i Catalogue of Life.